# Bulgaria (grzyb)
Bulgaria Fr. (prószyk) – rodzaj grzybów z rodziny Phacidiaceae.

## Systematyka i nazewnictwo
Pozycja w klasyfikacji według Index Fungorum: Phacidiaceae, Phacidiales, Leotiomycetidae, Leotiomycetes, Pezizomycotina, Ascomycota, Fungi.
Synonimy naukowe: Burckhardia Schmidel ex Kuntze, Phaeobulgaria Seaver, Voeltzkowiella Henn.
Polska nazwa rodzaju występuje w opracowaniu B. Gumińskiej i W. Wojewody.

## Niektóre gatunki
- Bulgaria cyathiformis Henn. 1903
- Bulgaria geralensis Henn. 1904
- Bulgaria inquinans (Pers.) Fr. 1822 – prószyk brudzący
- Bulgaria prunicola Syd. & P. Syd. 1913
- Bulgaria pusilla Syd. & P. Syd. 1910
- Bulgaria sydowii Henn. 1898
- Bulgaria urnula Henn. 1901

Wykaz gatunków i nazwy naukowe na podstawie Index Fungorum. Obejmuje on tylko gatunki zweryfikowane o potwierdzonym statusie. Oprócz wyżej wymienionych na liście Index Fungorum znajdują się gatunki niezweryfikowane. Nazwa polska według checklist.